# Wheatstone-híd

A Wheatstone-híd kapcsolási vázlata

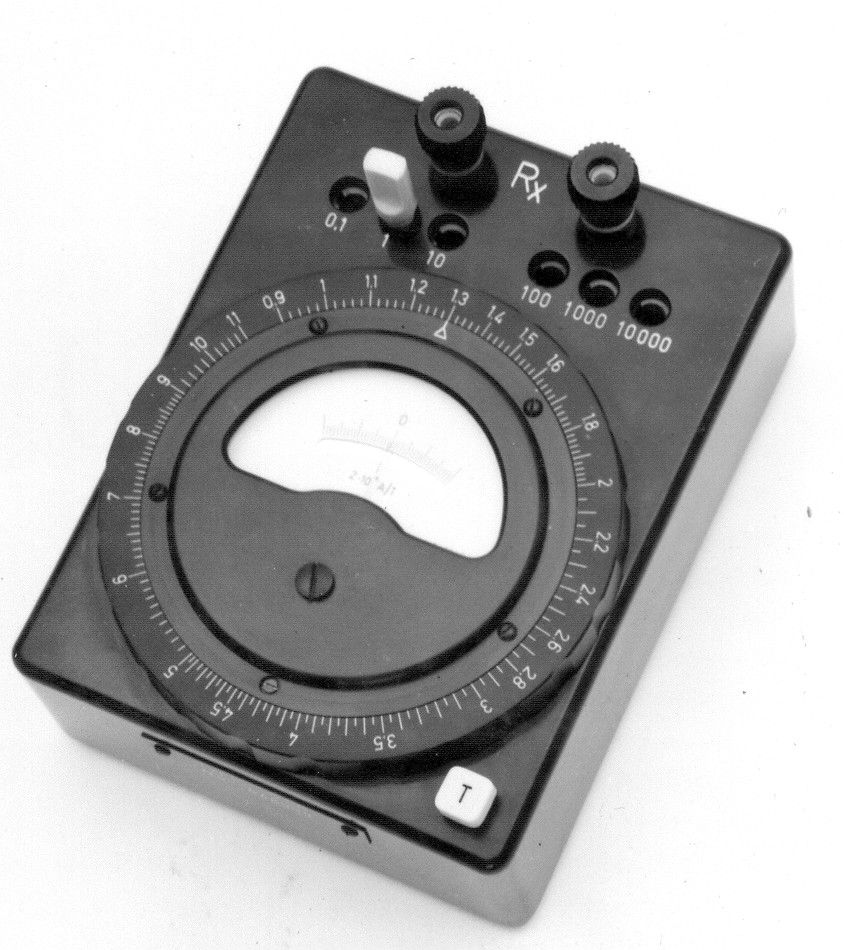
Wheatstone-híddal működő ellenállásmérő. A galvanométer körüli fordítható tárcsával lehet a hidat kiegyenlíteni, a fehér dugó méréshatárváltásra szolgál, a jobb alsó sarokban látható szögletes nyomógombbal lehet a hidat feszültség alá helyezni

A Wheatstone-híd elsősorban nagy ellenállások mérésére alkalmas áramköri elrendezés. 1833-ban Samuel Hunter Christie találta fel, majd 1843-ban Sir Charles Wheatstone továbbfejlesztette és elterjesztette.
A kapcsolás elve az, hogy amennyiben (R2 / R1) = (R× / R3), akkor az ábrán D-vel és B-vel jelölt pontok feszültsége megegyezik, ezért a VG galvanométeren nem folyik áram. Erre az állapotra mondjuk, hogy „a híd kiegyenlített”. Ekkor IG=0. Ebben az esetben az R× ellenállás meghatározása: Rx = (R2 / R1) × R3 = (R3 / R1) × R2.

## Megvalósítása
A kiegyenlített állapot eléréséhez R1, R2, R3 ellenállások valamelyikének változtathatónak kell lennie.
Az eredmény szempontjából mindegy, hogy a viszonyító ágnak az R2/R1 vagy az R3/R1 hányadost választjuk. Ez általában 10 egész kitevőjű hatványa, így 10 Ω, 100 Ω vagy 1000 Ω. A harmadik ág négy, vagy öt dekádellenállás sorozatból (pl. 9×1000+9×100+9×10+9×1+9×0,1 Ω) összeállítva 0,1 Ω-tól 9999,9 Ω-ig 0,1 Ω-os fokozatokban állítható be. A beállított érték a viszonyító ág értékével megszorozva 1 Ω-tól 9 999 900 Ω-ig mérhetünk ellenállást.
Arra ügyelni kell, hogy a híd tápláló feszültsége a mérésnek megfelelően kellően nagy legyen, másfelől, hogy egyik ág se kapjon túl nagy áramot.
Amennyiben mind a három ismert ellenállás értéke rögzített, a VG galvanométer helyére feszültségmérőt iktatva az ellenállásértékben skálázható. Ezzel a mérés folyamata egyszerűsíthető, gyorsítható.

## Levezetés

### Kiegyenlített Wheatstone-híd
A csomóponti törvény értelmében a B és D csomópontok áramai:
{\displaystyle I_{3}\ -I_{x}\ +I_{g}=0}
{\displaystyle I_{1}\ -I_{2}\ -I_{g}=0}
A huroktörvényt felírva a ABD és BCD részáramkörökre:
{\displaystyle (I_{3}\cdot R_{3})-(I_{g}\cdot R_{g})-(I_{1}\cdot R_{1})=0}
{\displaystyle (I_{x}\cdot R_{x})-(I_{2}\cdot R_{2})+(I_{g}\cdot R_{g})=0}
Az egyenletrendszerből Rx-et kifejezve:
{\displaystyle R_{x}={{R_{2}\cdot I_{2}\cdot I_{3}\cdot R_{3}} \over {R_{1}\cdot I_{1}\cdot I_{x}}}}
Az első egyenletből, I3 = Ix és I1 = I2. Ennek alapján Rx értéke:
{\displaystyle R_{x}={{R_{3}\cdot R_{2}} \over {R_{1}}}}

### Kiegyenlítetlen Wheatstone-híd
Amennyiben a Wheatstone-híd tápfeszültsége, és az R1, R2, R3 ellenállások értéke ismert, valamint a galvanométeren átfolyó áram (IG) kellően kicsi ahhoz, hogy az R1 illetve R3 ellenállásokon folyó áramokhoz képest elhanyagolható legyen:
{\displaystyle V_{G}={{R_{x}} \over {R_{3}+R_{x}}}V_{s}-{{R_{2}} \over {R_{1}+R_{2}}}V_{s}}
Egyszerűsítés után:
{\displaystyle V_{G}=\left({{R_{x}} \over {R_{3}+R_{x}}}-{{R_{2}} \over {R_{1}+R_{2}}}\right)V_{s}}
Ahol VG a galvanométeren eső feszültség.

#### A mérési hiba becslése
{\displaystyle \epsilon ={\Delta R_{x} \over {R_{x}}}={\Delta R_{1} \over R_{1}}+{\Delta R_{2} \over R_{2}}+{\Delta R_{3} \over R_{3}}+{\Delta \alpha  \over S}}
Ahol ε A mérési hiba a {\displaystyle {\Delta \alpha  \over S}} a galvanométer érzékenységéből adódó hiba.
Elmondható, hogy az eredmény bizonytalansága a másik három ellenállás bizonytalanságának összege. Jó elkészítés esetén egy-egy ág bizonytalansága 0,01%-0,02%, az eredményé tehát 1‰-nél kisebb. A galvanométernél lényeges a nullapont stabilitása. Tulajdonképpen azt kell észlelni, amikor éppen nem folyik áram. A mai korszerű feszítettszálas kivitelű műszereknél ez a feltétel teljesül. Lényeges még a galvanométer beállási ideje. A galvanométernek csillapodó lengésekkel maximum 4 sec alatt kell beállni az átfolyó áramnak megfelelő kitérésre. Lényeges szempont még, hogy a galvanométer felől nézve a híd Rk ellenállása valamivel nagyobb legyen, mint a galvanométer külső kritikus ellenállása.

### Bekötővezeték ellenállása
A bekötővezeték ellenállása hozzáadódik a mérendő Rx ellenálláshoz. Ez kis ellenállások mérésénél már nem elhanyagolható. Az 1 m hosszú 1 mm² keresztmetszetű vörösréz vezetékpár ellenállása (mivel ρ=0,0175 Ωmm²/m) 

Ez a vezetékellenállás 4 Ω mérése esetén már 0,875% hibát eredményez. Ennél kisebb ellenállások mérésénél a hiba rohamosan nő.

## Az áramköri feszültség hatása
Mivel a mérés hídkapcsolásban történik, az áramköri feszültség kisebb ingadozása nincs hatással a mérés eredményére.

## Interpoláló szelence

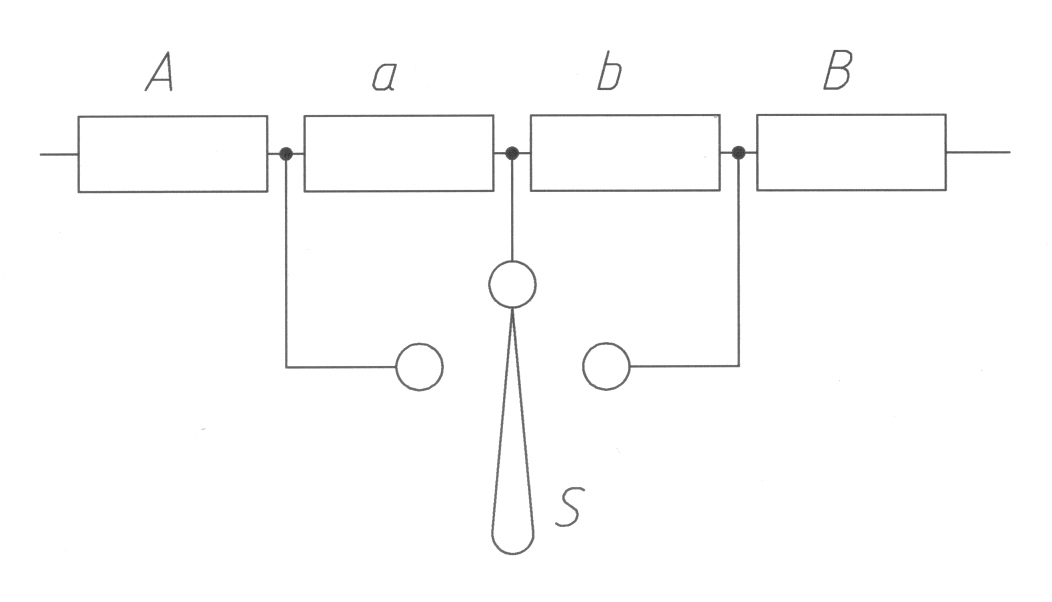
Interpoláló szelence elvi kapcsolása

A híd kényelmesen használható eleme az interpoláló szelence lehet. Ebben a híd két egyenlő ellenállású ága van egyesítve, és csapolásokkal ellátva. Általában az alábbi számszerű előírás szerint: A=B, és a=b=5×10−4×(A+a)= 5×10−4×(B+b) Tehát például a 2×100 Ω-os összeállítás ellenállása:
ΣR=99,95+0,05+0,05-99,95=200 Ω.
Két közel egyező ellenállás összehasonlítására ez nagyon jól használható, ha a azok eltérése 1‰-nél kisebb. Az S jelű kapcsolóval valamely ellenállás rövidrezárható.